# Шпур

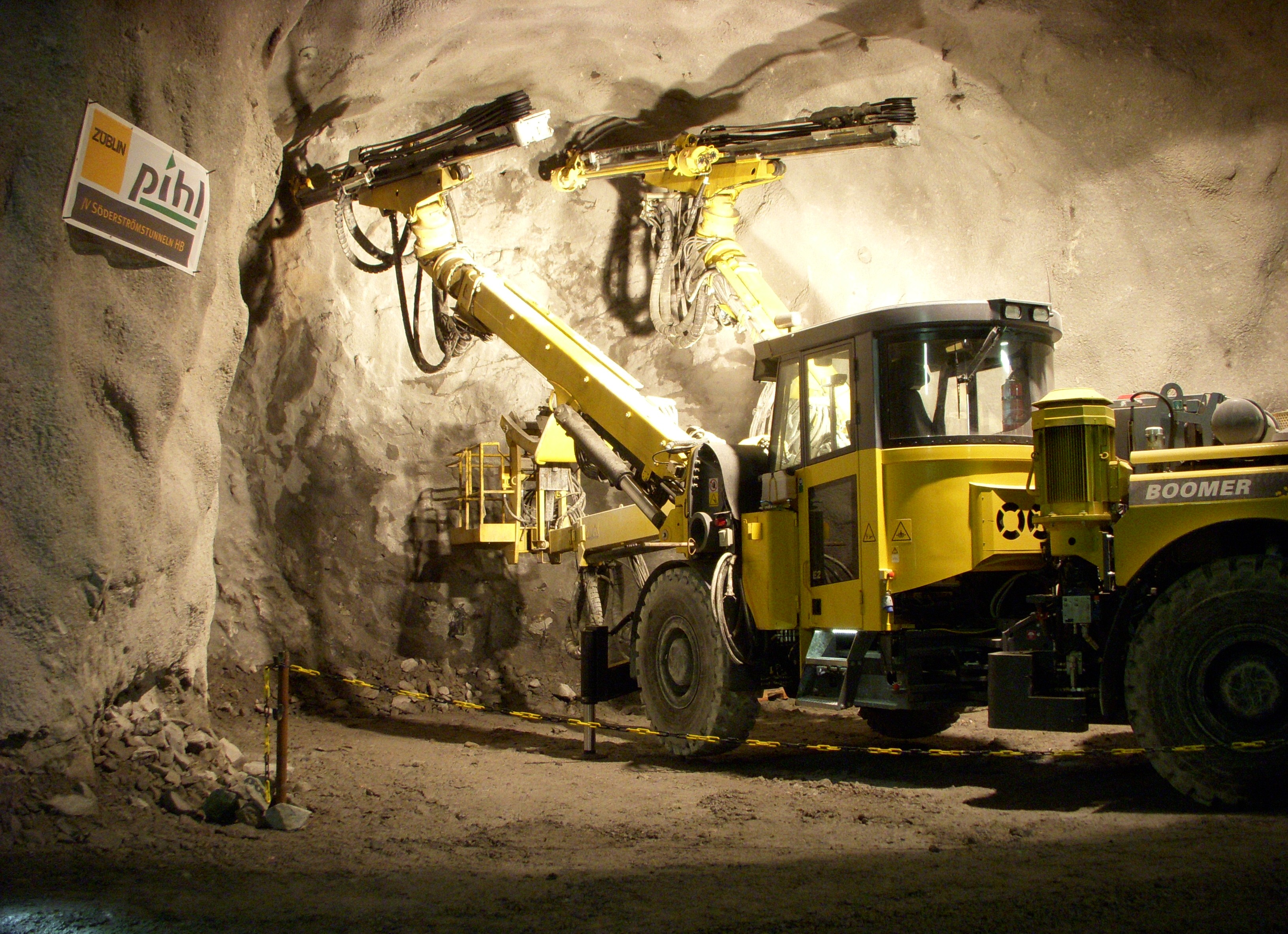
Буріння шпурів для вибухівкиб ХХІ стю

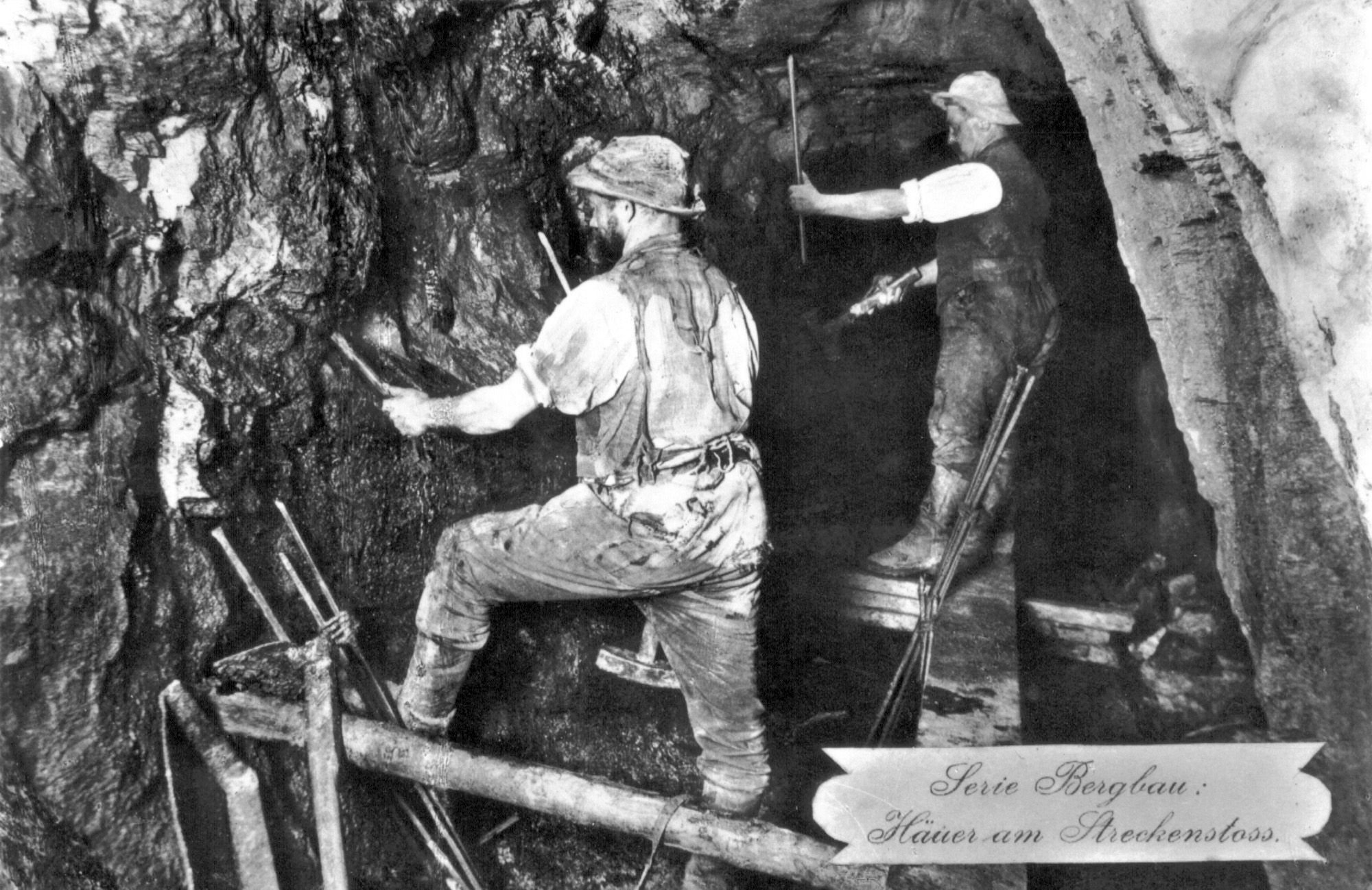
Буріння шпурів для вибухівки. 1900 р. Фрайберг.

Шпур (рос. шпур, англ. blasthole, hole, shothole, borehole; нім. Bohrloch n, Sprengbohrloch n) — циліндрична порожнина (отвір), яка вибурюється у гірському масиві для розміщення вибухової речовини.

## Історія
Точних даних використання отворів у гірській породі для її підривання (розміцнення) не збереглося. За даними німецького геолога Фрідріха Адольфа Гурльта (Friedrich Adolf Gurlt, 1829—1902) перші спроби застосування вибухівки з порохом у шпурах-тріщинах відбулися у Раммельсберзі в середині 15 століття. Твердження про те, що свердління шпурів та відпал їхнього заряду винайдено у Фрайберзі в 1613 році, походить від німецького маркшейдера Августа Баєра (1677—1753), який написав про це у своїй книзі 1732 року.

## Загальний опис
Шпури мають діаметр до 75 мм, довжину до 5  м.
Шпури також використовуються для встановлення анкерів, проведення робіт, пов'язаних із дослідженням або зміною властивостей масиву гірських порід (зокрема, вимірювання газовиділення, температури; проведення сейсмопрогнозу; нагнітання води, в'яжучих речовин тощо).
Для буріння шпурів використовуються ручні електричні або пневматичні свердла, перфоратори (бурильні молотки), бурильні машини.
Шпури розрізняють за глибиною — на мілкі (до 1,5 м), середні (1,5-2,5 м) і глибокі (понад 2,5 м), за напрямком — на горизонтальні, вертикальні і похилі. При проведенні виробок буропідривним способом шпури прийнято розділяти на врубові, які слугують для створення додаткової відкритої поверхні — врубу, відбійні — для розширення врубової порожнини і оконтурюючі, призначені для відбійки порід на контурі поперечного перетину гірничої виробки. Ш. використовують для розміщення в них заряду ВР при проведенні виробок в скельних породах, відбійки корисних копалин і гірських порід, а також для нагнітання у пласт або відкачування з нього води тощо.

## Перетиск шпуру
Перетиск шпуру — зменшення діаметра шпуру в м'яких, пластичних породах, що утворюється в результаті прострілювання з метою створення котлової порожнини (котла). Перетиск шпуру має місце в безпосередній близькості від котла, інколи призводить до перекриття його і в усіх випадках викликає необхідність часткового розбурювання шпуру перед заряджанням.